# William Hodges

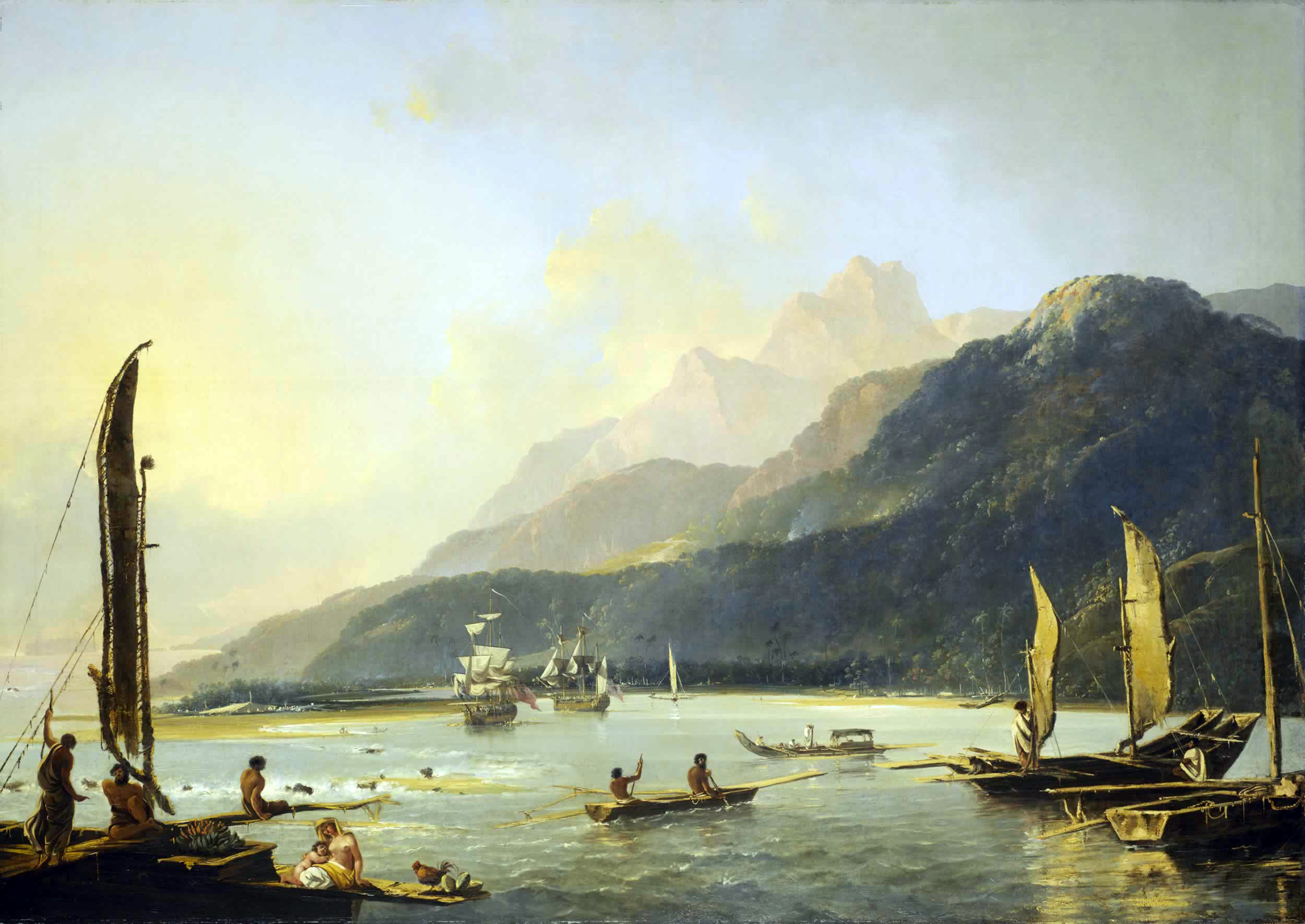
Hodgesův obraz HMS Resolution and HMS Adventure v zátoce Matavai, Tahiti

William Hodges (28. října 1744 – 6. března 1797) byl anglický malíř. Byl účastníkem druhé plavby Jamese Cooka do Tichomoří a je nejvíce znám svými kresbami a malbami území, která během plavby navštívil, např. Stolové hory, Tahiti, Velikonočního ostrova a oblasti Jižního oceánu.

## Život
Hodges se narodil v Londýně. Byl studentem Williama Shipleye a Richarda Wilsona. Během prvních let své malířské kariéry se živil malbami divadelních scén. Doprovázel James Cooka do Tichomoří v letech 1772–1775 jako malíř výpravy. Mnoho jeho kreseb a maleb z výpravy bylo později provedeno jako rytiny a publikováno v původním vydání Cookových deníků z plavby.
Roku 1778 Hodges odcestoval do Indie a byl prvním anglickým profesionálním malířem, který navštívil tuto zemi. V Indii strávil 6 let a roku 1783 zde byl ve společnosti Clauda Martina. V pozdějších letech svého života cestoval po kontinentální Evropě a také roku 1790 navštívil Petrohrad v Rusku.
Koncem roku 1794 Hodges uspořádal v Londýně výstavu svých prací, kde byly také vystavěny dva veliké obrazy nazvané The Effects of Peace a The Effects of War. V posledních dnech ledna 1795, kdy se Británie zapojila do války První koalice proti revoluční Francii a kdy v zemi stoupalo napětí, navštívil výstavu princ Frederick, vévoda z Yorku a Albany, druhý syn krále Jiřího III. Vévado byl dotčen politickým pozadím Hodgesovým maleb a nařídil výstavu uzavřít; tato královská censura definitivně ukončila Hodgesovu malířskou kariéru.
Hodges poslední léta strávil v Devonu a angažoval se v bance, která zkrachovala během bankovní krize v březnu 1797. 6. března 1797 Hodges zemřel. Oficiální zpráva uváděla, že příčinou úmrtí byla žaludeční choroba, ale kolovaly zvěsti, že Hodges spáchal sebevraždu předávkováním opiem.